# Pianello Val Tidone
Pianello Val Tidone är en ort och kommun i provinsen Piacenza i regionen Emilia-Romagna i Italien. Kommunen hade 2 219 invånare (2018).